# Sobanoedels

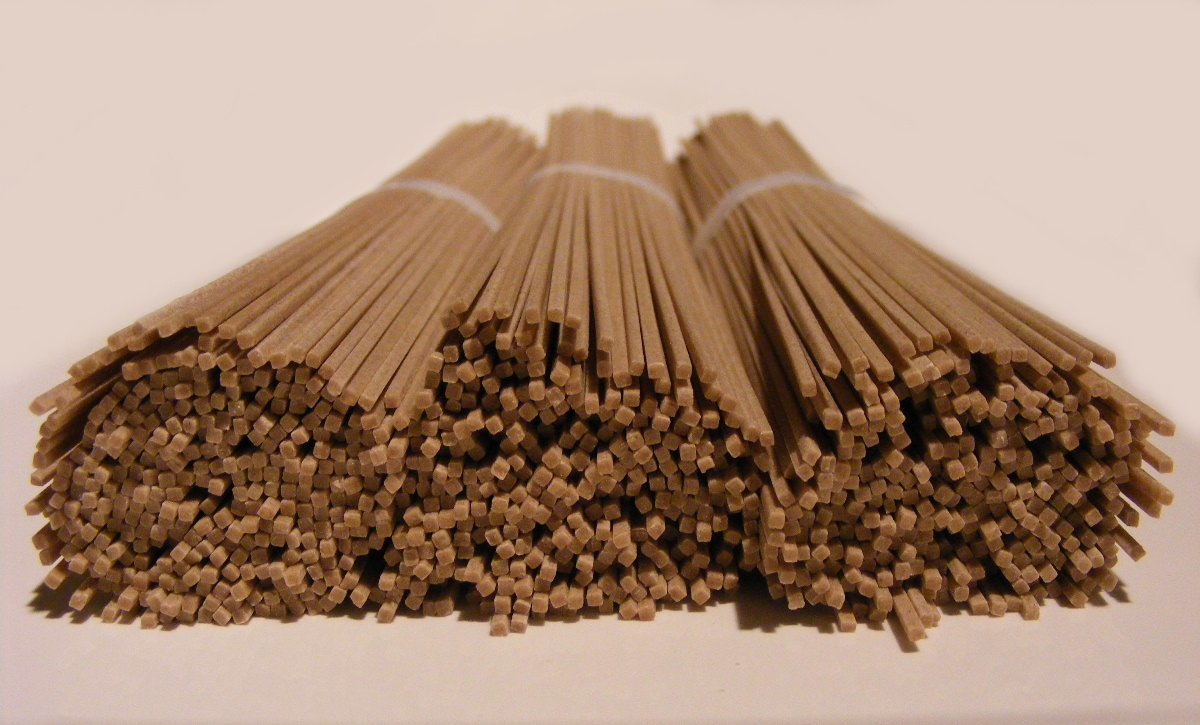
Sobanoedels in ongekookte toestand

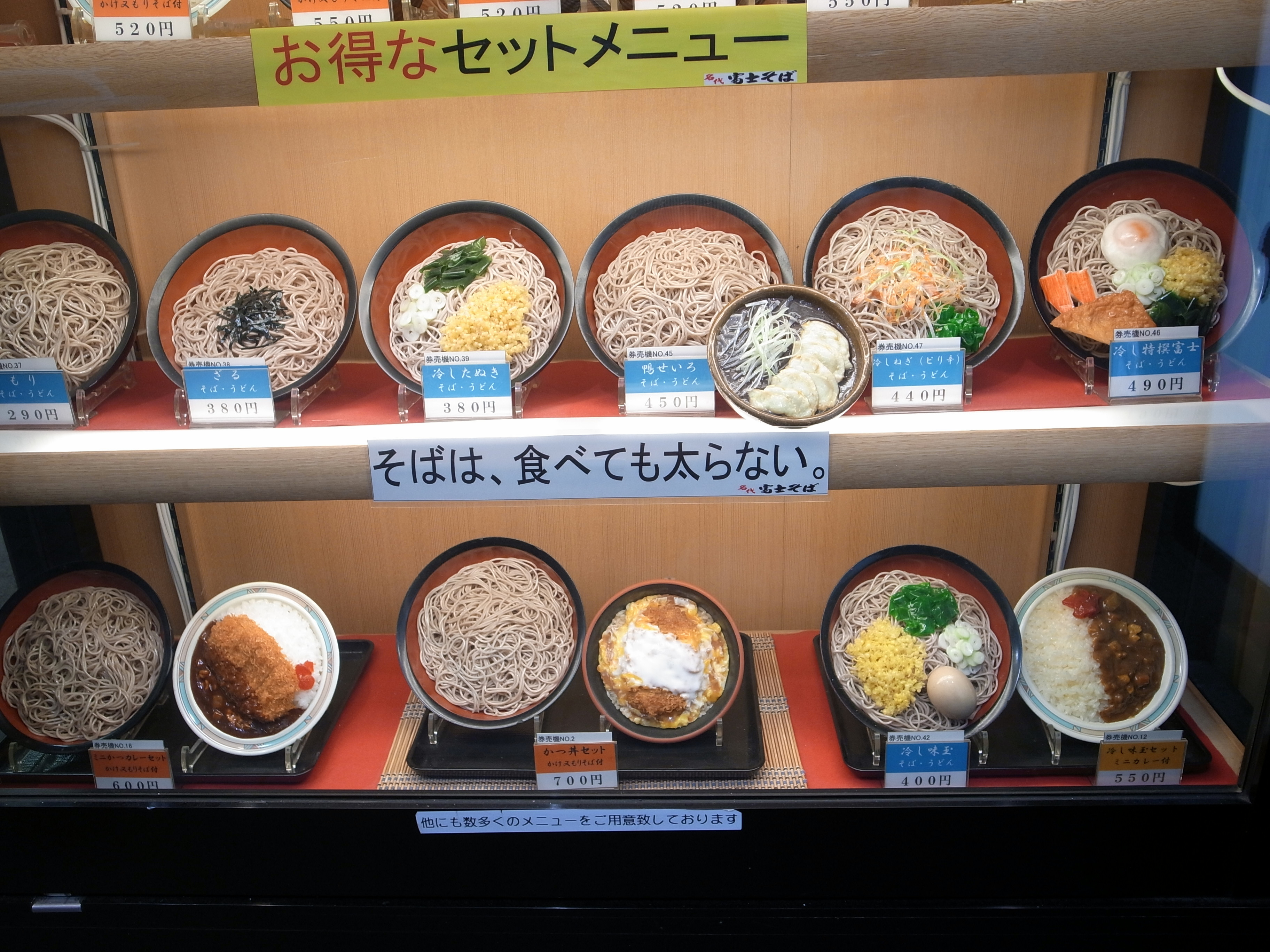

Sobanoedels (Japans 蕎麦, kanaそば) zijn van boekweit met of zonder toevoeging van tarwe gemaakte, dunne, bruin-grijs gekleurde noedels uit de Japanse keuken.

## Oorsprong en productie
Boekweit wordt als gewas voor een ruiger klimaat vooral in het koudere noord-oosten van Japan aangebouwd, zodat hier ook veel boekweitnoedels gemaakt worden. De teelt van boekweit gaat terug tot op de achtste eeuw, naar verluidt als noodoplossing na een slechte rijstoogst. De noedels zijn lang en meestal iets dunner dan spaghetti. De smaak is kruidig en nootachtig. De pasta bestaat in meerdere variaties en kwaliteitsklassen, waarbij de goedkopere meestal meer tarwemeel bevatten.

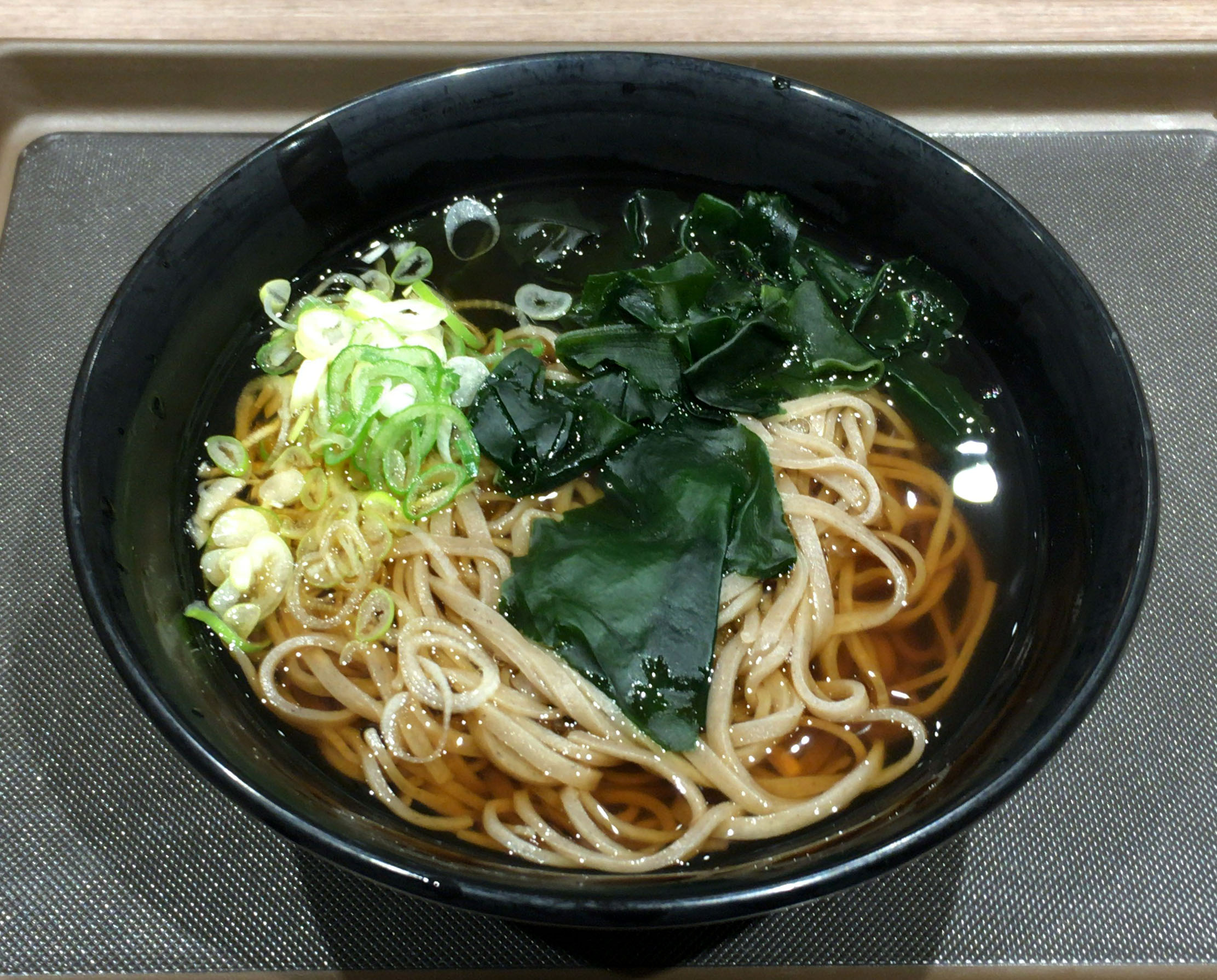
Kake Soba

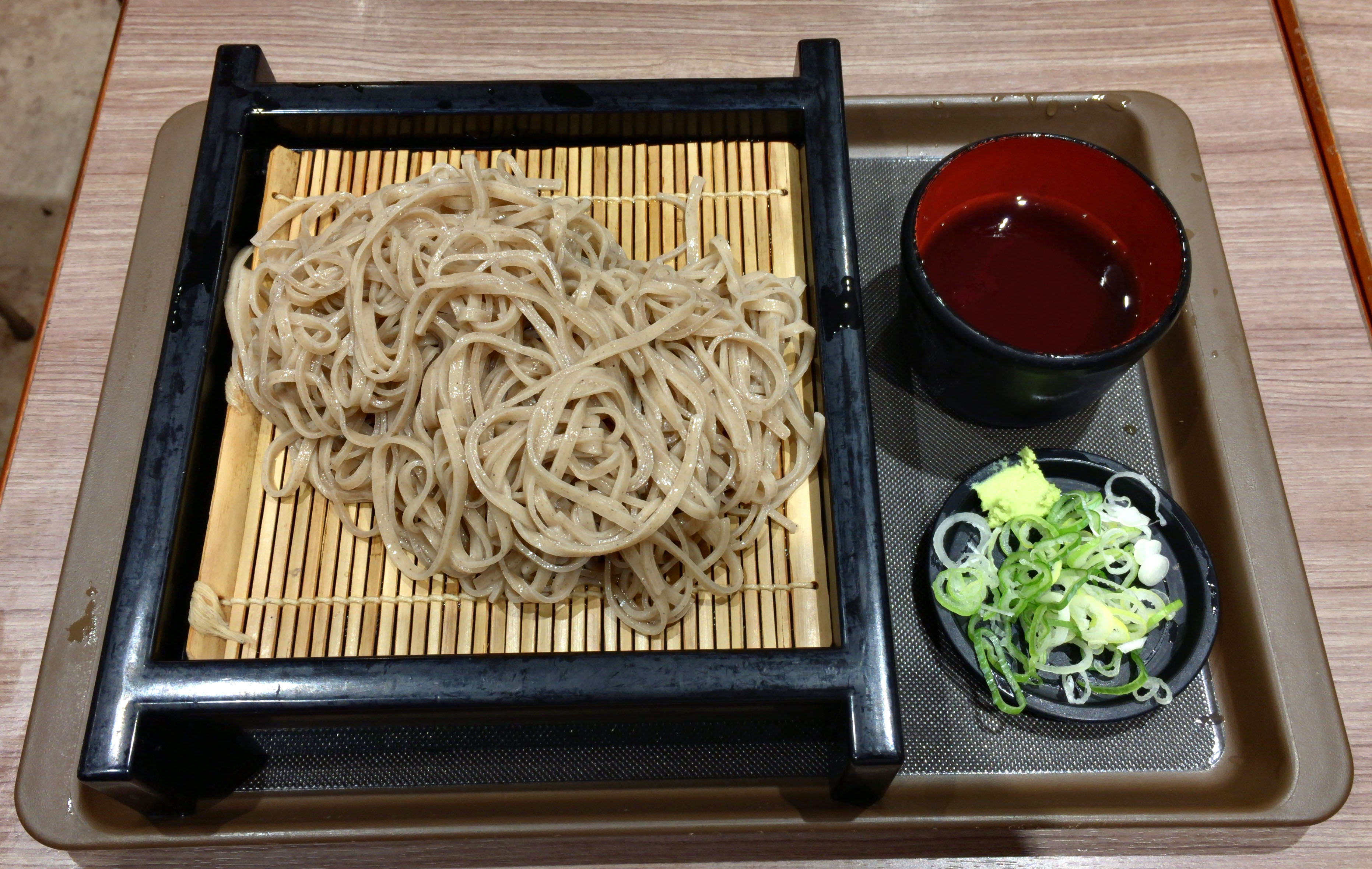
Mori soba

## Toebereiding en gebruik
De noedels kunnen zowel warm als ook koud geserveerd worden. Typisch is het opdienen naast een bouillon op een speciale schaal, de O-wan. De bouillon wordt afhankelijk van het seizoen warm of koud geserveerd in een beker met verschillende bijlagen en kruiden.
Een van de gebruikelijkste varianten is Kake Soba, dat bestaat uit een combinatie van noedels, bouillon, rijstwijn en sojasaus, gegarneerd met versnipperde sjalotten. Naar wens wordt het met wasabi of geraspte gember op smaak gebracht.
Sobanoedels worden overal in Japan aangeboden, van kleine eettenten tot gespecialiseerde sobarestaurants. Vooral op treinstations worden sobanoedels als fastfood aangeboden. Ook thuis worden de noedels gekookt. Bijzonder is daar de toshikoshi-soba met oud-en-nieuw. Dit is traditioneel het laatste gerecht dat in het oude jaar op tafel komt en moet voor de jaarwisseling opgegeten zijn. Ook bij andere gelegenheden met een symbolisch karakter worden sobanoedels opgediend, omdat de lange vorm een lang leven zou beloven.